# Википедија на српском језику
Википедија на српском језику (такође и српска Википедија, СВП) верзија је Википедије, слободне енциклопедије, на српском језику која је настала 16. фебруара 2003. године. Википедија на српском језику је 20. новембра 2009. године добила 100.000-ти чланак, пре него што је 6. јула 2013. године прешла другу прекретницу са 200.000 чланака, а затим још једну прекретницу од 500.000 чланака од 13. јануара 2018. године. Број чланака на овој верзији Википедије тренутно износи 707.170. Википедија на српском језику је по броју чланака највећа јужнословенска Википедија, а на листи свих Википедија тренутно заузима 21. место (јун 2022. године).

## Историја
Википедија на српском језику је настала 16. фебруара 2003. године у 21:52 часова, од стране анонимног корисника са ИП адресе 217.120.4.140 највероватније из Хага у Холандији. У исто време је креирана и Википедијом на хрватском језику, а пре тога је постојала заједничка Википедија на српскохрватском језику.
Анонимни корисник са ИП адресом 80.131.158.32, могуће из Фрајбурга у Немачкој, 22. априла 2003. године превео је већи део главне стране са енглеског језика, а 24. маја исте године Никола Смоленски је довршио превод. Филип Брчић је 26. јуна у 02:31 направио први чланак, GNU FDL.
Током септембра 2003. године Никола је сређивао главну страну и постављао основни ниво чланака, а у октобарском Свету компјутера изашао је његов чланак о викијима и Википедији после чега су корисници почели да пристижу, што анонимни, што пријављени. У октобру је Никола превео и кориснички интерфејс на српски језик.
Чланци су на почетку били писани само ћирилицом, а од 3. марта 2006. године је уведен софтвер који је пресловљавао текст са ћирилице на латиницу и обрнуто, па је и латинично писмо постало равноправно.
Издање Википедије на српском језику се 2007. године и 2008. године нашло у списку 50 најбољих интернет страница на српском језику у избору часописа PC-Press.
Према одлуци стручног жирија „Веб феста“, Википедија на српском језику је проглашена за најбољи сајт у области едукације за 2009. годину и том приликом је Горану Обрадовићу, представнику Викимедије Србије, уручена пригодна плакета и статуа.

## Варијанте
Српски језик користи два писма, ћирилицу и латиницу, као и два изговора, екавицу и ијекавицу. Комбинацијом писма и изговора добијају се 4 варијанте (ћирилица-екавица, ћирилица-ијекавица, латиница-екавица и латиница-ијекавица), које су потпуно равноправне у српском језику.
Када је Википедија на српском језику основана, користила је ћирилично писмо и оба изговора. Пошто се оба писма подједнако користе, чињени су покушаји за паралелно коришћење и ћирилице и латинице. Први покушај је био прављење бота који би вршио динамичку транслитерацију сваког чланка. Направљено је око 1.000 дуплих чланака, али је акција обустављена због техничких проблема и чланци су избрисани. Заједница је одлучила да је модел Википедије на кинеском језику бољи. После неколико месеци, софтвер је завршен и сада сваки корисник има могућност да мења варијанте користећи картице које се налазе на врху сваког чланка. Википедија на српском језику користи и специјалне ознаке (тагове) за речи које не треба да мењају писмо (имена на другим језицима, цитати, итд). Специјалне ознаке које се користе за спречавање транслитерације су:
- -{реч}- када се жели спречити пресловљавање текста у чланку
- __NOTC__ или __БЕЗКН__ када се жели спречити пресловљавање наслова чланка
- __NOCC__ или __БЕЗКС__ када се жели спречити пресловљавање целе странице

Транслитерација из ћирилице у латиницу и обрнуто функционише, док је екавско-ијекавска варијанта много сложенија и њена имплементација још увек није завршена. Сматра се да ће некада, када то буде могуће, читаоци моћи да бирају и изговор, поред писма.
Српска Википедија користи ZhengZhu-ов програм за мапирање знакова за конверзију између ћирилице и латинице.

## Аутоматски унети чланци
Када је 2006. године аутоматски уз помоћ бота корисника Милоша Ранчића унето око 12.000 чланака о француским општинама, јавио се проблем у заједници због неслагања великог броја чланова са тим процесом. Проблем је био у томе што је већина наслова тих чланака остала у оригиналу на француском језику. Транскрипција се одвијала веома споро, али је завршена у фебруару 2010. године.
Бот Николе Смоленског је 10. октобра 2006. године унео 1.570 чланака из Речника социјалног рада за који је његов аутор Иван Видановић дао дозволу да се објави на Википедији под ГНУ лиценцом.
Током септембра и октобра 2007. године унети су подаци о више од 4.300 насељених места у Србији и 1.250 у Црној Гори путем бота корисника Филипа Маљковића, према подацима Републичких завода за статистику из Београда и Подгорице. Већ постојећи чланци о насељима (око 1.600 у Србији и око 80 у Црној Гори) су проширивани подацима из аутоматски генерисаних чланака.
Од 13. до 17. јула 2009. године унесени су подаци за око 2.400 вештачких сателита програма Космос. Коришћени су подаци са веб-сајта НАСА који се налазе у јавном власништву. Податке је унео корисник Мирослав Ћика преко свог ботовског налога.
У склопу обележавања Међународне године астрономије, покренуто је затим неколико масовних уноса у вези са небеским телима. Током августа 2009. унети су подаци за око 7.840 чланака о НГЦ космичким објектима дубоког неба из астрономског Новог општег каталога. Корисници Сич (Sich), Иван (Ivan25) и XZ радили су на припремању астрономских података, а корисник Мирослав Ћика на њиховом програмирању за унос. У септембру су истим ботом додати и небески објекти из Индекс каталога, укупно око 5.400, док су у октобру прављена преусмерења и вишезначне за чланке астрономских каталога. Унос 5.000 чланака о астероидима је извршио исти корисник ботовским налогом, од 3. новембра до 1. децембра 2009. године.
У јануару 2010. унесени су чланци за око 4.400 животињских и биљних врста са Црвене листе ИУЦН. Корисници Методичар (Metodicar), Зрно (Zrno), Смирнофлири (SmirnofLeary) , Мирослав и други радили су на припреми уноса.
У јуну 2010. је унето око 1.200 чланака о разним рачунарима.
Цели септембар и део октобра 2010. су вршене опсежне припреме за масовни унос немачких општина и уз то потребних техничких страна (шаблона, преусмерења, вишезначних одредница и сл), који је трајао од 9. до 11. октобра. Све транскрипције назива општина и округа су биле унапред припремљене. Уносом је започето 11.429 чланака о немачким општинама, направљено 308 шаблона о окрузима и око 15.000 преусмерења и вишезначних одредница. Поред носиоца пројекта корисника Каштера и његовог јава бота, у реализацији су учествовали и корисници Слаја (Sly-аh), Филип Маљковић (Dungodung), Јагода (Maduixa), Алекс (Alexmilt), Јакша, Иван (Ivan25) као и анонимни корисник 91.150.119.76.
Крајем 2012. и током 2013. унето је око 30.000 чланака о градовима и окрузима у САД. Почетком новембра 2014. унето је око 56 хиљада чланака о италијанским насељима (Корисник:Dcirovicbot).

## Статистика
Статистика од 1. јануара до 31. марта 2014.
| Посећеност‍ | Посећеност‍ | Посећеност‍ | Посећеност‍ | Посећеност‍ |
| ---------- | ---------- | ---------- | ---------- | ---------- |
|            |            |            |            |            |
| Србија     | Србија     |            | 0          | 74,8%      |
| БиХ        | БиХ        |            | 0          | 8,1%       |
| Црна Гора  | Црна Гора  |            | 0          | 4,3%       |
| Македонија | Македонија |            | 0          | 2,5%       |
| Хрватска   | Хрватска   |            | 0          | 1,1%       |
| САД        | САД        |            | 0          | 1,1%       |
| други      | други      |            | 0          | 7,5%       |

| Највише измена по државама‍ | Највише измена по државама‍ | Највише измена по државама‍ | Највише измена по државама‍ | Највише измена по државама‍ |
| -------------------------- | -------------------------- | -------------------------- | -------------------------- | -------------------------- |
|                            |                            |                            |                            |                            |
| Србија                     | Србија                     |                            | 0                          | 81,8%                      |
| БиХ                        | БиХ                        |                            | 0                          | 6,7%                       |
| Црна Гора                  | Црна Гора                  |                            | 0                          | 3,9%                       |
| Македонија                 | Македонија                 |                            | 0                          | 1,0%                       |
| други                      | други                      |                            | 0                          | 6,6%                       |

## Заједница
Од 15. фебруара 2005. године чланови српске вики-заједнице имају редовне састанке у Београду и повремене састанке у Новом Саду. Састанци су се у почетку одржавали по ресторанима и парковима, а дуго су се одржавали и у Дому омладине који је Википедији на српском језику давао бесплатно простор. Локални огранак Викимедије за Србију и Црну Гору је основан 3. децембра 2005. године. Овај огранак Викимедије је пети по реду у свету. Након раздруживања Србије и Црне Горе, огранак је променио име у Викимедија Србије. Викимедија Србије сада има своју канцеларију у улици Кнеза Милоша 80, у Београду која је отворена сваког радног дана и где се одвијају састанци заједнице.
У наредних неколико година организоване су још три регионалне конференције, од којих је свaкој домаћин Викимедија Србије.

## Галерија
- Трећа регионална Викимедијина конференција
- Детаљ са прославе 15. рођендана Википедије на српском језику